# (6657) Otukyo
(6657) Otukyo es un asteroide perteneciente al cinturón de asteroides, región del sistema solar que se encuentra entre las órbitas de Marte y Júpiter.
Fue descubierto el 17 de noviembre  de 1992 por Atsushi Sugie desde el Observatorio Astronómico Dynic.

## Designación y nombre
Designado provisionalmente como 1992 WY. El palacio del emperador Tenchi se trasladó a Otukyo (ciudad moderna de Otsu, prefectura de Shiga) en el siglo VII.

## Características orbitales
Otukyo está situado a una distancia media del Sol de 2,278 ua, pudiendo alejarse hasta 2,818 ua y acercarse hasta 1,738 ua. Su excentricidad es 0,237 y la inclinación orbital 5,072 grados. Emplea 1255,97 días en completar una órbita alrededor del Sol.

## Características físicas
La magnitud absoluta de Otukyo es 15,03. Tiene 2,707 km de diámetro y su albedo se estima en 0,348.